# Lac Trasimène
Pour les articles homonymes, voir Trasimène.
Le lac Trasimène est un lac de l’Italie centrale. Par sa surface et son périmètre, il est le quatrième du pays (surface: 128 km2, circonférence : environ 40 km). De type alluvial[Quoi ?], il est alimenté principalement par les pluies et par quelques torrents. Il n'a pas d'émissaires. Un canal le relie, depuis l'époque romaine, au Tibre.
Il est célèbre pour la bataille de Trasimène (-217) qui vit Hannibal Barca infliger une terrible défaite à l'armée romaine du consul Flaminius qui le poursuivait.

## Îles
- Maggiore
- Minore
- Polvese

### Île de Polvese
Cette île, située dans la partie sud-est du lac, est l'île la plus étendue des trois (69,60 hectares). En 1995, la province de Pérouse, qui en est propriétaire depuis 1973, l'a intégrée dans le Parc naturel régional du Lac Trasimène, nouvellement créé, avec des activités de recherche scientifique et de pédagogie environnementale.

## Localités
Localités qui font partie de la communauté de communes du lac de Trasimène :
- Castiglione del Lago
- Città della Pieve
- Magione
- Paciano
- Panicale
- Passignano sul Trasimeno
- Piegaro
- Tuoro sul Trasimeno

Autres localités qui font partie de la communauté des monts de Trasimène :
- Bettona
- Cannara
- Corciano
- Deruta
- Marsciano

## Galerie d'images

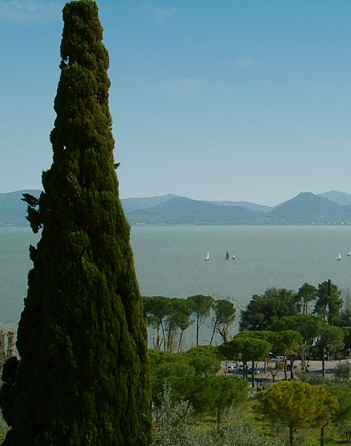
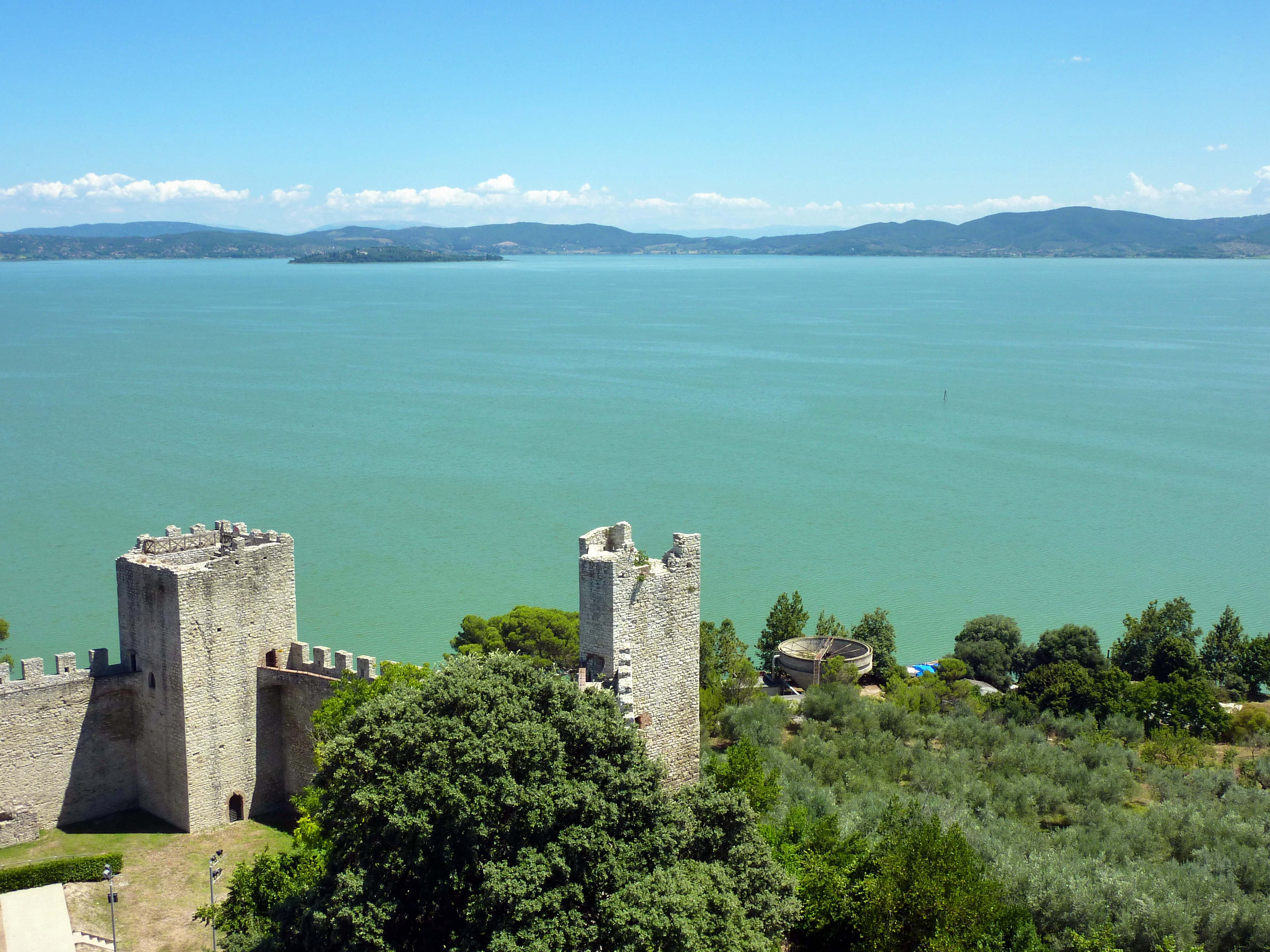
Lac vu depuis la forteresse de Castiglione del Lago.
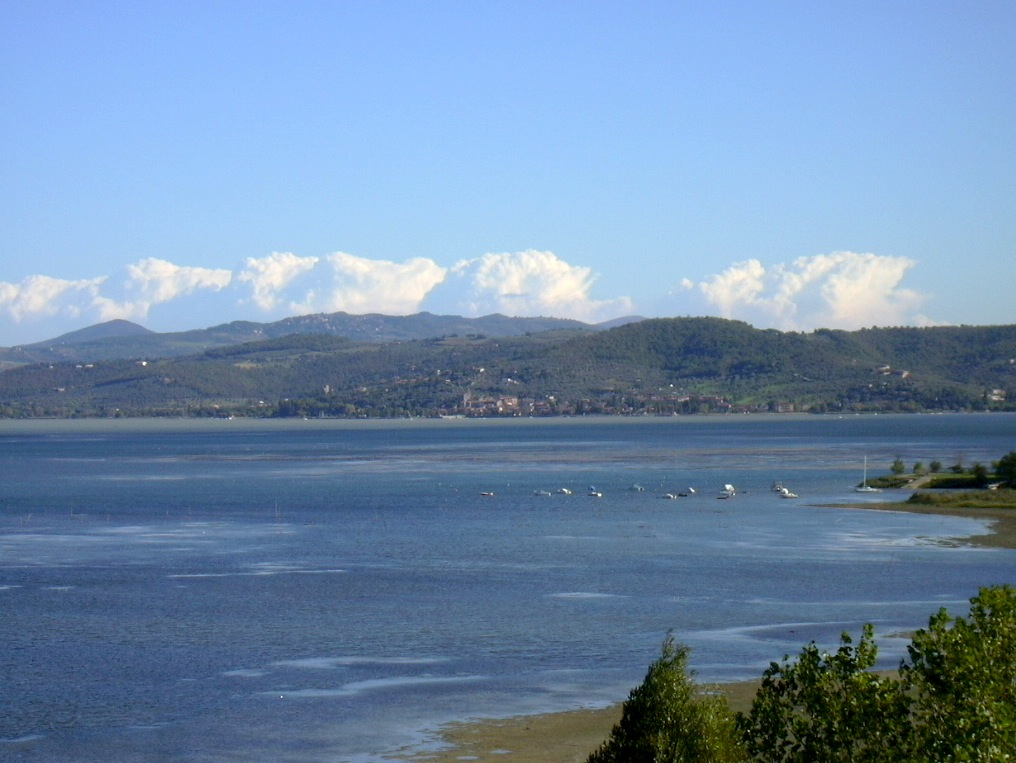